# 奈良県立登美ケ丘高等学校

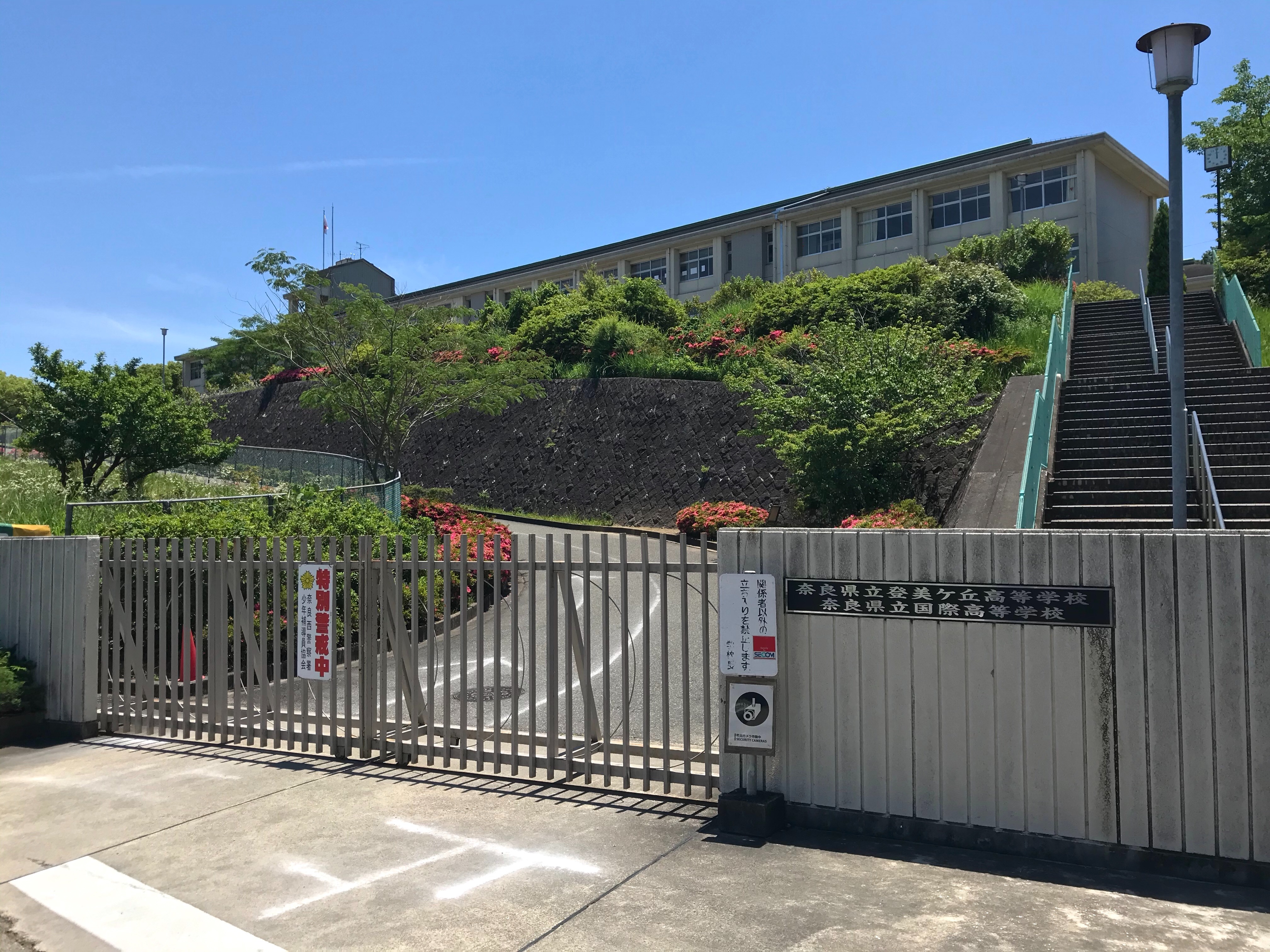
2020年6月時点の校門周辺
（※奈良県立国際高等学校との併設）

奈良県立登美ケ丘高等学校（ならけんりつとみがおかこうとうがっこう、英語表記：Nara Prefectural Tomigaoka Senior High School）は、奈良県奈良市二名町に所在した公立の高等学校。

## 概要
奈良市登美ヶ丘の最北部に位置しており、関西文化学術研究都市に近い場所に立地していた。県内では『登美高（とみこう）』と呼ばれていたが、旧奈良県立富雄高等学校（2007年完全統合により廃校）と混同されやすかった。
生徒手帳にも書かれているように登美ケ丘の「ケ」は小文字の「ヶ」ではなく大文字の「ケ」を使用すると書かれているが、地区名や駅名、バス停は小文字の「ヶ」である。
2018年6月8日、奈良県教育委員会が公表した「県立高等学校適正化実施計画（案）」によると、西の京、平城、登美ケ丘の奈良県立高等学校三校を閉校し、「奈良県立国際高等学校」と「奈良県立大学附属高等学校」の二校を新設するとした。国際高等学校は2020年4月1日、登美ケ丘高等学校校地に開校し、登美ケ丘高等学校は2022年3月31日をもって閉校するとされた。計画案はその後同月28日、県議会の文教くらし委員会で審議され可決、本会議でも7月3日に可決された。
2022年（令和4年）3月1日、最後の卒業式が行われた。同月31日閉校。

## 設置学科
- 一般選抜のみ
  - 普通科
    - 2年より文系、理系に分かれる（文系が5クラス、理系が1クラスとなる）

3年でさらに文I、文II、理I、理IIへと別れる。それぞれ、国公立大学コース、私立大学コースとなっている。

## 沿革
- 1985年 - 県議会文教委員会で、県北和地域に1校・6クラス規模で、昭和62年4月1日に開校することを承認。
- 1987年 - 4月1日に奈良県立登美ケ丘高等学校として、奈良市船橋町の仮校舎で開校。
- 1987年 - 天体ドーム設置。
- 1988年 - 仮校舎から本校舎（現校舎）へ移転。
- 1990年 - 格技場竣工。
- 1996年 - 創立10周年記念式典。
- 2001年 - 奈良県立登美ケ丘高等学校後援会設立総会。
- 2006年 - 創立20周年記念事業。文部科学省よりSELHiスーパー・イングリッシュ・ランゲージ・ハイスクールに指定。
- 2007年8月 - オーストラリア・シドニー海外語学研修実施。
- 2007年 - 公開文化祭「登美高祭」。
- 2019年 - 次年度生徒募集停止。
- 2020年4月1日 - 登美ケ丘高等学校校地に奈良県立国際高等学校が開校。
- 2022年3月31日 - 閉校[1]。

## 教育
- 特に英語教育に力を入れており、文部科学省より「スーパー・イングリッシュ・ランゲージ・ハイスクール（通称:SELHi<セルハイ>）」の指定研究を受けている。2年生対象で希望者は海外語学研修へ参加できる。また、多読にも力を入れている。学校で1年生と2年生は冬にG-TECを受験する。

## 校風
校訓は『誠実・勤勉・剛健』。また、奈良県下の公立高校では最大の望遠鏡を設置していた。

## 制服
男女ともにブレザー。男女とも紺色の上着にエンジのネクタイと紺色ズボン・スカートを着用。
校章（学年別に青、赤、緑の三色）はブレザーの左胸に装用する。カッターシャツは左腕に"T.H.S"の刺繍の入ったものを着用し刺繍は青色と赤色で男女色分されている。また防寒着のセーターについては指定は無く自由だったが2006年度生からは胸に"T"の刺繍が入った指定品のみの着用が義務付けられた。刺繍は白色と青色で男女色分されている。

## 体操服
2009年度入学生よりデザイン変更。上下紺のジャージ。背中の＜TOMIGAOKA＞の文字の色が学年カラーとなっている。

## 部活動
部活動は盛んに行なわれており、全校生徒の大半が所属している。野球部、吹奏楽部が有名。また、奈良県立の高等学校で唯一の女子サッカー部がある。
運動系
- 硬式野球部
- バドミントン部
- 硬式テニス部
- サッカー部
- バレーボール部
- 弓道部
- 陸上競技部
- バスケットボール部
- ソフトボール部

文化系
- 吹奏楽部
- 科学・天文部
- 放送部
- パソコン部
- ESS部
- 写真部
- 演劇部
- 華道部
- 茶道部
- 美術部
- 書道部
- 新聞部

## 学校行事

### 新入生歓迎会
- 毎年入学式の後に新入生歓迎のために行われる。

### 校外学習
- 毎年3学年対象で5月上旬に行われる。各学年で決められた交通手段で行ける範囲内で各クラスで行き先を決める。BBQが人気。

### 球技大会
- 毎年3学年全員クラス対抗で1学期と3学期との年2回開催される。3学期は1年生のみの開催。男女種目を分けられることが多く主な種目はソフトボール、バレーボール、バスケットボール。

### 文化祭
- 登美高祭と呼ばれ、2日間行われる。1日目は生徒による舞台発表、2日目は展示などを行う。2日目は3年に一度だけ公開される。

### 秋風のコンサート
- 毎年10月に吹奏楽部により校内で開催される。
- 近年は中登美保育園の園児たちとの共演もある。

### 芸術鑑賞会
- 毎年、年1で開催される。<演劇><芸能><音楽>の分野を毎年変わり替わり行う。

## 出身者
- 笑福亭生寿（落語家）

## 交通
- 学研奈良登美ヶ丘駅（近鉄けいはんな線）
- 学園前駅（近鉄奈良線）
- 奈良交通バス登美ヶ丘高校停留所